# Ambasciata d'Italia a Beirut
L'ambasciata d'Italia a Beirut è la missione diplomatica della Repubblica Italiana nella Repubblica Libanese.
La sede dell'ambasciata si trova a Baabda, città limitrofa a Beirut.

## Altre sedi diplomatiche d'Italia in Libano
Oltre l'ambasciata a Beirut, esiste una rete consolare della Repubblica Italiana nel territorio libanese:
- Consolato onorario a Tiro;
- Consolato onorario a Tripoli.